# Robert Guinan
Pour les articles homonymes, voir Guinan.
Robert Guinan, né le 14 mars 1934 à Watertown (État de New York) et mort le 3 avril 2016, est un peintre américain.
Il est connu pour ses portraits de l'Amérique du jazz, des bars enfumés, des noirs et des exclus.

## Biographie
Sa mère, Esther Marcellus, professeur de piano à New York, rencontre James Stewart, immigrant écossais, venu prendre des cours de chant et le couple s'installe à Watertown où Robert Guinan naît le 14 mars 1934. 
En 1947, Guinan remporte un prix de dessin ; sa mère l'inscrit à des cours du soir de dessin et il expose à la bibliothèque Roswell P. Memorial de Watertown. Après ses études secondaires, Robert Guinan trouve un emploi de prothésiste dans un laboratoire dentaire à Rochester. Admirateur de Toulouse-Lautrec, il dessine prostituées et habitués du Green Mill. En 1953, il s'enrôle dans les forces aériennes. Il lit des livres d'art, photographie et dessine pendant son temps libre à la Nouvelle-Orléans, mais aussi en Libye et en Turquie. À son retour aux États-Unis en 1957 il ne trouve pas de travail et se consacre à la peinture. En 1959, il s'inscrit à l'Art Institute of Chicago et épouse en 1961 une camarade de cette école, Mary Beth Junge. En 1962, ils ont un fils, Paul Guinan (en), futur dessinateur de bande dessinée et créateur du personnage Boilerplate (en). Robert Guinan est diplômé en 1963 et enseigne dans des écoles secondaires. Il s'éloigne de la peinture pure et réalise des tableaux objets comme l’Hommage à Genet, des collages et participe à des expositions. En 1968, il rencontre et se marie avec Birthe Svensson, dont il a deux fils, Sean et David.  
En 1970, Georges Mc Guire, marchand américain installé à Vienne lui achète des tableaux et expose dans sa galerie une série de Robert Guinan sur la Première Guerre mondiale et des lithographies mais à partir de 1973, un couple marchand-artiste se forme avec Albert Loeb. S'ensuivent des expositions à la galerie Loeb, mais aussi  au château d'Ancy-le-Franc, à la galerie Le Lutrin à Lyon, au palais des Beaux-arts de Bruxelles. 1982 est l'année de la consécration : une vaste rétrospective de 50 tableaux, 49 dessins et 18 lithographies est organisée au musée de Grenoble et Robert Guinan est invité à l'exposition du Pavillon international de la Biennale de Venise. 
Il compte Johnny Depp mais aussi Lionel Jospin et François Mitterrand parmi ses admirateurs.

## Collections publiques

### Peintures
- The Intruder, 1967, New York, Metropolitan Museum of Art[10].
- Portrait de Nelly Breda, 1973, Lyon, musée des Beaux-Arts[11].
- Au bar de la Bohème, 1977, Paris, musée national d'Art moderne[12].
- Anita at the Victor Hotel, 1979, Grenoble, musée de Grenoble[13].

### Arts graphiques
- La Mère d'Émile, 1975, Paris, musée national d'Art moderne[14].
- Auction, Toulouse, Les Abattoirs[15].
- Joseph Krips, Toulouse, Les Abattoirs[16].

### Films documentaires
- Division Street, Chicago, U.S.A. : en suivant Robert Guinan, 1995, film réalisé par Frédéric Compain pour Arte.
- Robert Guinan, un peintre en marge du rêve américain, 2006, film réalisé par Albert Loeb et Nicole Sérès, avec la voix de Pierre Arditi, produit par Les Films Lazare.